# Opozycja (zespół muzyczny)
Opozycja – zespół muzyczny powstały w 1984 w Wodzisławiu Śląskim. Grupa wykonywała melodyjnego punk rocka z elementami muzyki alternatywnej, by ostatecznie osiąść w klimatach grunge i rocka.
Pierwszy raz dla większej publiczności wystąpili na festiwalu „Poza Kontrolą” w Warszawie. Po występie na jarocińskim festiwalu w 1988, utwór "Szczelnie Okryty Obojętnością" ukazał się na trzypłytowym wydawnictwie winylowym, dokumentującym ten festiwal. W 1989 kapela była laureatem Festiwalu „Muzyków Rockowych” w Jarocinie oraz stałym gościem na wielu ważnych festiwalach w Polsce, jak choćby „Katowickie Odjazdy”, czy „Rock Noc” w poznańskiej Arenie. Utwory Krew Bohaterów, Wiara, Kolory oraz Nocny Gość Władysława B. stały się przebojami kultowej Rozgłośni Harcerskiej. W 1991 ukazał się album zatytułowany Krew bohaterów.
W 1993 z zespołu odszedł Arkadiusz "Krzywy" Krzywodajć. W 1994 ukazał się album XTC. W styczniu 1995 grupa nagrała materiał na trzecią płytę, która została wydana dopiero w 2011. 
W 2014 zespół na nowo rozpoczął działalność muzyczną. W grudniu 2015 roku zespół nagrał w MaQ Records Studio dwa nowe utwory: „Wyspy Obiecane” i „XXI”. Premiera pierwszego odbyła się 18 stycznia 2016 roku, drugiego 9 lutego 2016 roku. W kwietniu 2016 roku pojawił się promocyjny singiel „XXI”.

## Dyskografia
- 1991: Krew Bohaterów
- 1994: XTC
- 2011: 1995

### Single
- 2016: „Wyspy obiecane”
- 2016: „XXI”

## Skład
Muzycy:
- Marek „Monsters” Tomkowicz – gitara
- Michał Ucher – gitara basowa, śpiew
- Patryk Kupski – perkusja
- Rafał Kupski – instrumenty klawiszowe

Manager:
- Agnieszka Hibner

Byli członkowie zespołu:
- Grzegorz Ogiela – gitara basowa
- Grzegorz Sowa Głowacz – gitara basowa
- Jasiu Żydek – gitara basowa
- Arek „Mały” Rzeszutek – śpiew
- Jacek „Mrówa” Rowiński – śpiew
- Darek Chrobok – perkusja
- Jarek „Spaślak” Ściślak – perkusja
- Zbig Kumorowski – perkusja
- Tomasz "Czachur" Michura – perkusja
- Marek Śliwa – instrumenty klawiszowe
- Arek Kretek – saksofon
- Waldek – saksofon
- Mariusz Bogaczyk – instrumenty klawiszowe
- Krzysztof „Dudal” Ryszka – śpiew
- Arkadiusz „Krzywy” Krzywodajć – śpiew